# Piranhas Oberhausen
|                                                               | Dieser Artikel wurde im Portal Hockey/Qualitätssicherungsseite zur Verbesserung eingetragen. Hilf mit, ihn zu bearbeiten, und beteilige dich an der Diskussion! |
| Vorlage:Portalhinweis/Wartung/Hockey/Qualitätssicherungsseite | |

| Piranhas Oberhausen                                                                                      | Piranhas Oberhausen                                                                                              |
| --- | --- |
| Gründung:                                                                                                | 1997 |
| Größte Erfolge:                                                                                          | |
| - Aufstieg 2. Bundesliga Nord 2001 - Aufstieg 1. Bundesliga Nord 2002 - Aufstieg 2. Bundesliga Nord 2007 | |
| Spielstätte:                                                                                             | |
| Name: | Sporthalle am Förderturm                                                                                         |
| Adresse:                                                                                                 | Am Förderturm 5 46049 Oberhausen und Biefanghalle 46147 Oberhausen. Eine reine Rollsporthalle soll gebaut werden |
| Mannschaften                                                                                             | |
| 1. Herren                                                                                                | Regionalliga Mitte                                                                                               |
| 2. Herren                                                                                                | Landesliga Niederrhein                                                                                           |
| Junioren                                                                                                 | 1. Juniorenliga West                                                                                             |
| Jugend                                                                                                   | 2. Jugendliga West A                                                                                             |
| Schüler                                                                                                  | 2. Schülerliga B                                                                                                 |
| Bambini                                                                                                  | Bambiniliga A |
| Damen | kein Spielbetrieb                                                                                                |

Die Piranhas Oberhausen sind ein Inline-Skaterhockey-Verein aus Oberhausen. Sie sind eine Abteilung des SC Buschhausen 1912 e. V. und wurden im Jahre 1997 gegründet. Aktuell zählt der Verein rund 120 Mitglieder und ist damit einer der größten Skaterhockeyvereine Deutschlands. In der Saison 2014 ist der Verein in allen Altersklassen (Herren, Junioren, Jugend, Schüler & Bambini), abgesehen von einer Damenmannschaft, vertreten und stellt sogar zwei Herrenmannschaften. Die Heimspiele trägt der Verein in der Sporthalle am Förderturm in Oberhausen aus. Eine Feindfreundschaft haben sie mit den Fireballs Sterkrade.

## Mannschaften

### 1. Herrenmannschaft
Die erste Mannschaft spielt nach dem Abstieg aus der 2. Bundesliga in der Saison 2011 in der Regionalliga Mitte.

In ihren ersten Jahren spielte das Aushängeschild des Vereins, die erste Mannschaft, schon sehr erfolgreichen Skaterhockey. Man verpflichtete namhafte Spieler aus der Umgebung von den Clubs wie den Duisburg Ducks und den damaligen Moskitos Essen (heute: SHC Rockets Essen) und schaffte den Durchmarsch von der Regionalliga bis in die 1. Bundesliga Nord. Daraufhin folgte der erste Tiefschlag für die Piranhas Oberhausen. Ehe man überhaupt ein einziges Spiel in der 1. Bundesliga bestreiten konnte, musste man den Rückzug antreten, da man die meisten Spieler wieder an die umliegenden Vereine wie Duisburg oder Essen verlor. Danach folgte ein ebenso schneller Abstieg in die Regionalliga. Im Jahr 2004 blieb der mit vielen Juniorenspieler bespickte Kader gar sieglos. Gerade mal 4 Unentschieden bildeten die einzigen Erfolge in dieser Spielzeit. In den zwei darauffolgenden Jahren erlebte man ebenfalls sehr ernüchternde Platzierungen. Man schaffte zweimal den Klassenerhalt in der Regionalliga und ein Absturz gar in die Landesliga konnte gerade eben abgewendet werden. Im Jahr 2007 spielte das Team wieder erfolgreicher und schaffte sogar einen dritten Platz, welcher eigentlich nicht zum Aufstieg berechtigte. Da aber die Erst- und Zweitplatzierten die zweiten Herrenmannschaften von Essen und Iserlohn darstellten und somit nicht aufstiegsberechtigt waren, durften die Piranhas Oberhausen nachrücken. Sportlich konnte man 2008 den Klassenerhalt in der 2. Bundesliga Nord zunächst nicht schaffen. Da aber die Paderborn Rogues ihre Mannschaft zurückzogen, bot der Verband den Piranhas Oberhausen an weiterhin in der 2. Bundesliga Nord zu spielen. Im Jahre 2009 schaffte man dann den Klassenerhalt aus eigener Kraft. Dank namhafter Verpflichtungen vom Eishockey, die ihr Geld in der DEL verdienten (z. B. Marcel Müller, heutiger NHL- und Nationalspieler bei den Toronto Maple Leafs) erreichte man einen 6. Platz. Ebenso schnell musste man jedoch wieder ihre Abgänge verkraften und die Mannschaft stieg im Jahr 2010 als Vorletzter wieder ab. Trotz der Möglichkeit durch den grünen Tisch wieder einen Startplatz in der 2. Bundesliga zu erhalten, entschieden Mannschaft und Vorstand gemeinsam in der Saison 2011 in der Regionalliga Mitte anzutreten, da man erneut einige schwächende Abgänge verzeichnen musste.

#### Platzierungen seit 2001
| Saison | Liga                          | Platzierung  |
| ------ | ----------------------------- | ------------ |
| 2001   | Regionalliga West Niederrhein | 1. Platz     |
| 2002   | 2. Bundesliga Nord            | 2. Platz     |
| 2003   | 1. Bundesliga Nord            | 10. Platz*   |
| 2004   | 2. Bundesliga Nord            | 11. Platz    |
| 2005   | Regionalliga Mitte            | 7. Platz     |
| 2006   | Regionalliga Mitte            | 7. Platz     |
| 2007   | Regionalliga Mitte            | 3. Platz*    |
| 2008   | 2. Bundesliga Nord            | 10. Platz*   |
| 2009   | 2. Bundesliga Nord            | 6. Platz     |
| 2010   | 2. Bundesliga Nord            | 9. Platz     |
| 2011   | Regionalliga Mitte            | Saison läuft |

##### Erläuterungen zu einzelnen Endplatzierungen
| Saison | Bemerkungen                                                                                               |
| ------ | --- |
| 2003   | Rückzug aus der 1. Bundesliga Nord noch vor Meisterschaftsbeginn                                          |
| 2007   | Aufstiegsberechtigt durch Aufstiegsbestimmungen (Erst- und Zweitplatzierte waren jeweils 2. Mannschaften) |
| 2008   | Klassenerhalt am grünen Tisch durch Rückzug von TV Paderborn Rogues                                       |

### 2. Herrenmannschaft
Die zweite Mannschaft startet in der Saison 2011 in der Landesliga Niederrhein.

Bis zur Saison 2003 stellten die Piranhas Oberhausen durchgängig auch eine zweite Herrenmannschaft, welche ebenfalls recht erfolgreich spielte und erste Mannschaften wie Weserbergland, Remscheid und Neheim hinter sich lassen konnte. Letztere spielte einige Saisons später gar in der 2. Bundesliga. 2003 erreichte man sogar einen zweiten Platz in der Landesliga Niederrhein. Einige Spieler, die es leistungsmäßig verdient hätten, in der 1. Mannschaft zu spielen, jedoch unberücksichtigt blieben, kehrten dem Verein den Rücken zu und suchten sich neue Vereine in höheren Ligen. Die Folge war, dass man in der Saison 2004 erstmals keine zweite Mannschaft stellen konnte. Dies betraf auch die darauffolgenden Jahre, ehe man zur Saison 2008 erstmals wieder eine zweite Mannschaft melden konnte, die sich aus Spielern von den Mannschaften der Jahre 2001–2003, der ersten Mannschaft (die durch den Aufstieg in die 2. Bundesliga aus dem Kader fielen) und Juniorenspieler, die man an die Altersklasse der Herren heranführen wollte, zusammensetzte. In ihrer "ersten" Saison musste die Mannschaft natürlich viel Lehrgeld zahlen und sich am Ende mit einem drittletzten Tabellenplatz sowie einem Torverhältnis, welches mehr als doppelt so viel Gegentore als selbst erzielte Tore zählte, zufriedengeben. Im Jahr 2009 spielte das Team überraschend erfolgreich und erreichte einen zweiten Tabellenplatz in der Landesliga Niederrhein. Ebenso stellte man den zweitbesten Sturm und die zweitbeste Verteidigung in der Liga. Einzig der zweiten Mannschaft der Duisburg Ducks (Rekordmeister im deutschen Skaterhockey) musste man sich geschlagen geben, durfte jedoch an der Relegation zur Regionalliga teilnehmen. Gewann man dort das Hinspiel gegen die Zweitvertretung der Mendener Mambas noch mit 4:2, verlor man das Rückspiel jedoch deutlich mit 1:7. Durch einige Abgänge an die erste Mannschaft erreichte die zweite Mannschaft im folgenden Jahr nur einen enttäuschenden vorletzten Platz. Nur aufgrund des besseren Torverhältnisses und des direkten Vergleiches konnte man die neue zweite Mannschaft der Fireballs Sterkrade hinter sich lassen.

#### Platzierungen seit 2001
| Saison | Liga                        | Platzierung  |
| ------ | --------------------------- | ------------ |
| 2001   | Regionalliga West Westfalen | 6. Platz     |
| 2002   | Landesliga Westfalen        | 8. Platz     |
| 2003   | Landesliga Niederrhein      | 2. Platz     |
| 2008   | Landesliga Niederrhein      | 8. Platz     |
| 2009   | Landesliga Niederrhein      | 2. Platz     |
| 2010   | Landesliga Niederrhein      | 7. Platz     |
| 2011   | Landesliga Niederrhein      | Saison läuft |

### Jugendförderung
Seit seiner Gründung engagiert sich der Verein in der Jugendarbeit. Für die Saison 2011 konnte er in allen Jugendbereichen von Bambini bis Junioren jeweils eine Mannschaft melden. Die Junioren spielen in der Saison 2011 in der 1. Juniorenliga.

### Damen
Eine Damenmannschaft nimmt bisher nur am Trainingsbetrieb der Piranhas Oberhausen teil. Für das Jahr 2012 ist zum ersten Mal eine Meldung für den Spielbetrieb geplant. Der Verein würde sich dann in die Liste der wenigen Vereine eintragen, die eine Damenmannschaft besitzen.

## Schiedsrichterwesen
Der Verein kann seit der Saison 2011 auf sieben Schiedsrichter zurückgreifen:
| Name            | Stufe | B-Pool |
| --------------- | ----- | ------ |
| Florian Klytta  | 2     | ja     |
| Marcel Andres   | 3     | nein   |
| Markus Bothe    | 2     | ja     |
| Nicolas Wiegand | 3     | nein   |
| Dennis Schewe   | 3     | ja     |
| Nico Pottgießer | 2     | ja     |
| Markus Ulmer    | 3     | nein   |